# Benedek Tomcsányi
Benedek Tomcsányi (né le 31 octobre 2001 à Budapest) est un gymnaste artistique hongrois.

## Carrière
Benedek Tomcsányi remporte la médaille de bronze par équipes aux Championnats d'Europe de gymnastique artistique masculine 2020 à Mersin.